# Grand Prix Francie 1912

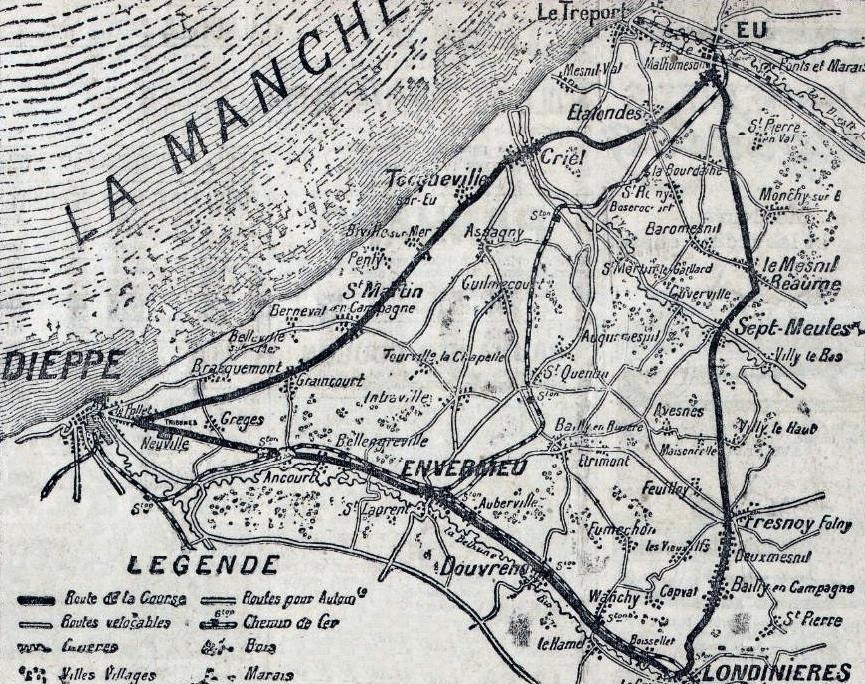
Mapka okruhu

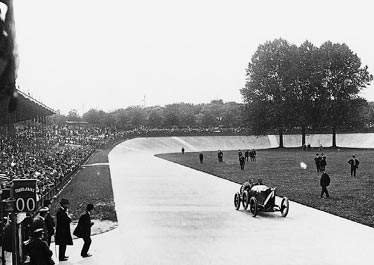
Vítěz Georges Boillot při příjezdu do cíle

Grand Prix Francie 1912 byla Velká cena pořádaná Automobile Club de France v Dieppe 25. a 26. června 1912.
Všechna místa na stupních vítězů obsadili domácí jezdci, vítězem se stal s časem 13 hodin 58 minut Georges Boillot (Peugeot), druhý byl Louis Wagner (Fiat), třetí dojel Victor Rigal (Sunbeam).

## Závod

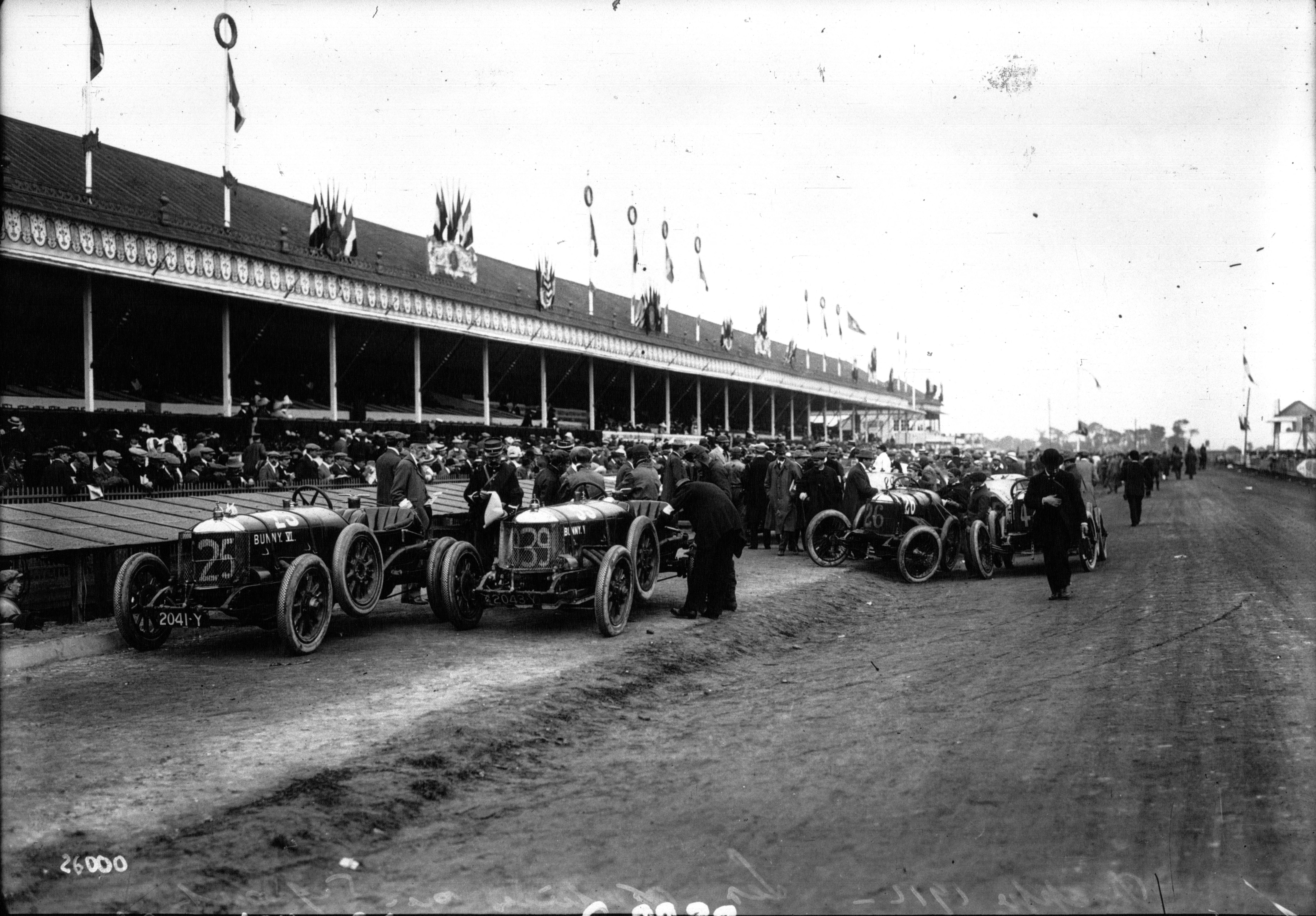
Jezdci na startu

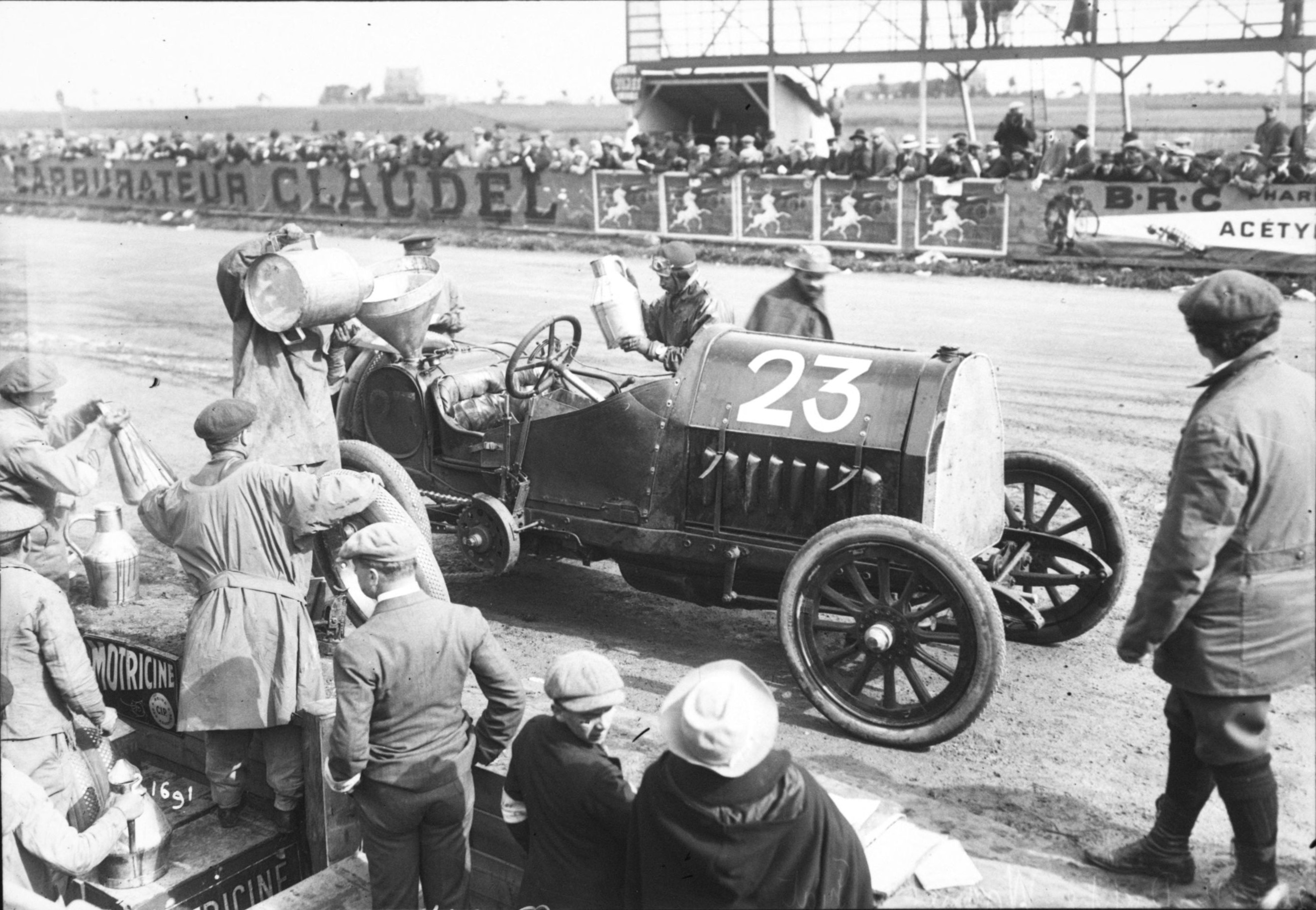
Louis Wagner v boxech

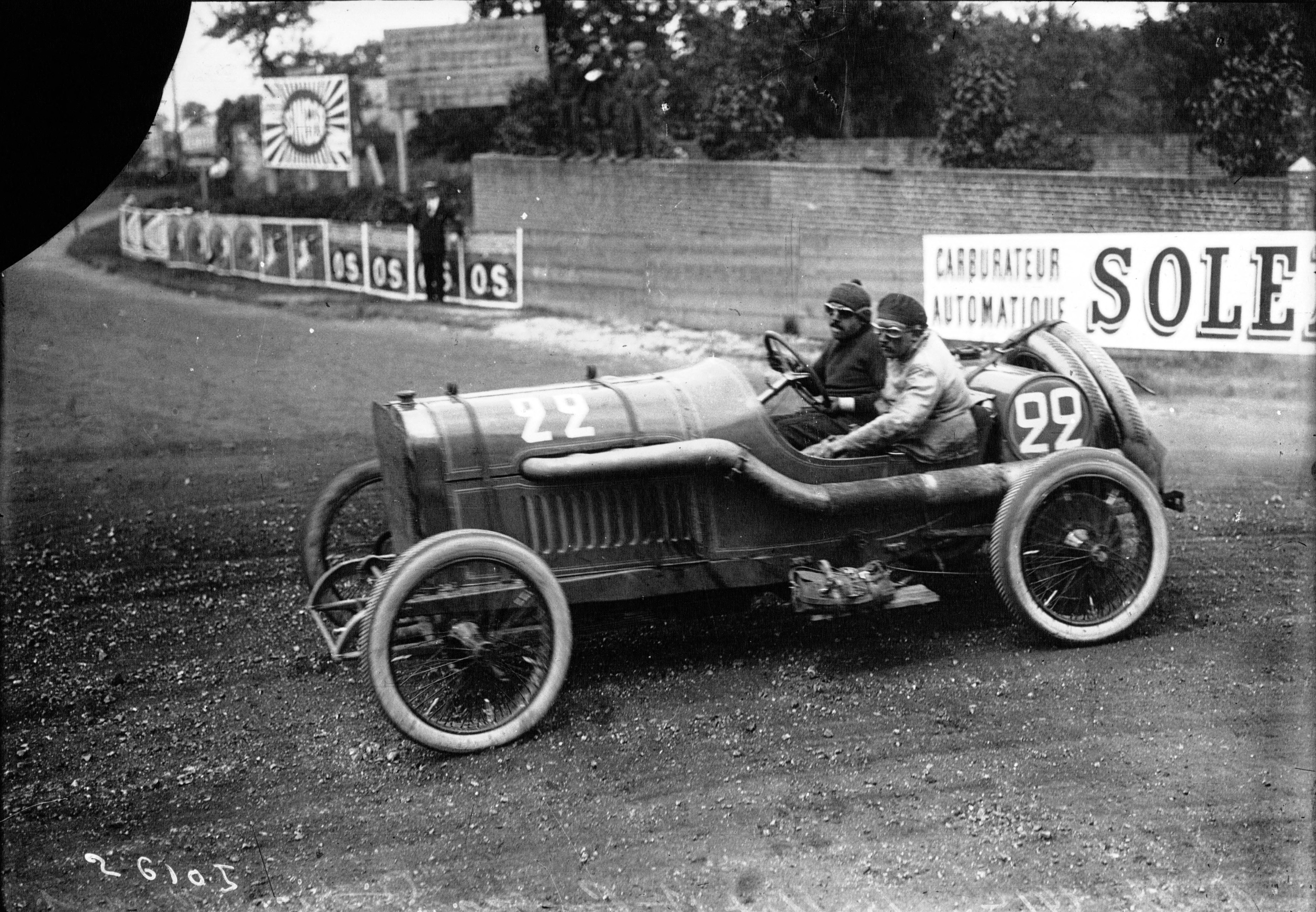
Georges Boillot

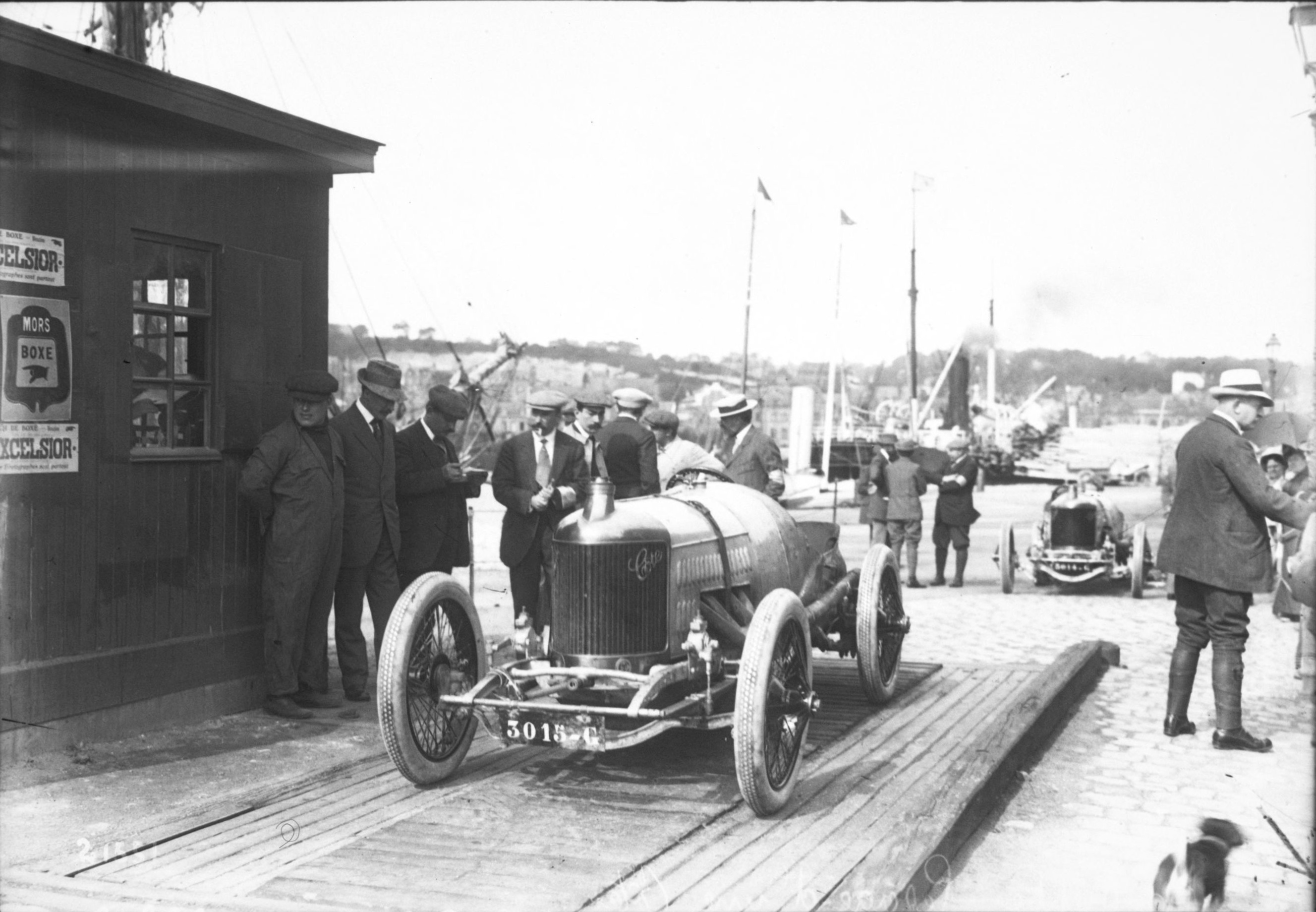
Vážení vozů po závodě

Závod probíhal ve dvou dnech, každý den absolvovali jezdci 10 kol, jejich časy byly sečteny. Délka okruhu byla 76,788 km, celkově jezdci překonali 1535,36 km. Ze 47 vozů na startu dojelo pouze 14.
Vozy soutěže Coupe de l'Auto („Pohár lehkých závodních vozů“ sponzorovaný magazínem L'Auto), která se tento rok nekonala, závodily společně se speciály Grand Prix. Cestovní vozy Coupe de l'Auto měly omezen objem motoru na 3 litry. Jediným omezením vozů Grand Prix byla minimální šířka 1750 milimetrů. Na startu bylo 47 vozů, které startovaly v 30sekundových intervalech. První vyjel na trať Victor Rigal s vozem Sunbeam. Ve třetím kole zahynul řidič-mechanik Jean Bassignano, když řidiči jeho vozu Léon Collinet odlétlo kolo a vůz se převrátil. 
Victor Hémery na voze Lorraine-Dietrich po prvním kole vedl. Poté převzal vedení David Bruce-Brown na Fiatu a udržel jej až do druhého dne, jeho náskok na druhého G. Boillota na Peugeotu činil více než dvě minuty. David Bruce-Brown také zajel nejrychlejší kolo s časem 36:32.0. Louis Wagner byl po polovině závodu třetí. Během druhého dne byl Bruce-Brown diskvalifikován pro doplňování paliva mimo boxy v 15. kole (celkově). Tím vítězství „přenechal“ Boillotovi, za nímž byl s odstupem více než 13 minut Louis Wagner.

## Klasifikace
| Umístění | Start č. | Řidič              | Vůz               | Ujetá kola | Čas/Příčina odstoupení |
| -------- | -------- | ------------------ | ----------------- | ---------- | ---------------------- |
| 1        | 22       | Georges Boillot    | Peugeot L76       | 20         | 13:58:02.6             |
| 2        | 23       | Louis Wagner       | Fiat S74          |            | +13:05.8               |
| 3        | 3        | Victor Rigal       | Sunbeam           |            | +40:33.4               |
| 4        | 17       | Dario Resta        | Sunbeam           |            | +41:49.2               |
| 5        | 52       | Emile Medinger     | Sunbeam           |            | +2:01:38.8             |
| 6        | 50       | Joseph Christiaens | Sunbeam           |            | +2:25:36.2             |
| 7        | 20       | René Croquet       | Th. Schneider     |            | +3:33:36.6             |
| 8        | 30       | „Anford“/Pilain    | Rolland-Pilain    |            | +3:51:29.4             |
| 9        | 36       | Richard Wyse       | Arrol-Johnston    |            | +4:09:16.6             |
| 10       | 40       | Arthur Duray       | Alcyon            |            | +4:30:53.0             |
| 11       | 32       | Paul Vonlatum      | Vinot-Deguignand  |            | +5:07:57.4             |
| 12       | 12       | Dragutin Esser     | Mathis            |            | +5:20:02.4             |
| 13       | 29       | Cyril de Vère      | Côte              |            | +6:59:03.4             |
| 14       | 28       | James Reid         | Arrol-Johnston    | 19         | +1 kolo                |
| Ret      | 33       | Percy Lambert      | Vauxhall          | 18         | chladič                |
| Ret      | 55       | A. Crossman        | Arrol-Johnston    | 17         | chladič                |
| Ret      | 7        | Georges Sizaire    | Sizaire-Naudin    | 17         | upadlé kolo            |
| Ret      | 14       | Pierre Garcet      | Calthorpe         | 16         | motor                  |
| Ret      | 27       | Page               | Alcyon            | 16         | nehoda                 |
| Ret      | 51       | John Hancock       | Vauxhall          | 15         | motor                  |
| Ret      | 38       | Thomas Schweitzer  | Sizaire-Naudin    | 10         | motor                  |
| Ret      | 21       | Eugène Renaux      | Gregoire          | 10         | odstoupil              |
| Ret      | 24       | Mario Romano       | Gregoire          | 10         | odstoupil              |
| Ret      | 34       | René Hanriot       | Lorraine-Dietrich | 10         | požár                  |
| Ret      | 18       | Philippe de Marne  | Gregoire          | 8          | řízení                 |
| Ret      | 4        | Barriaux           | Alcyon            | 8          | motor                  |
| Ret      | 56       | Lucien Molon       | Vinot-Deguignand  | 7          | ztráta oleje           |
| Ret      | 47       | René Thomas        | Lion-Peugeot L3   | 7          | motor                  |
| Ret      | 19       | Louis Naudin       | Sizaire-Naudin    | 7          |                        |
| Ret      | 16       | Gustave Caillois   | Sunbeam           | 7          | motor                  |
| Ret      | 45       | Paul Zuccarelli    | Peugeot L76       | 7          | zapalování             |
| Ret      | 31       | Paul Bablot        | Lorraine-Dietrich | 7          | motor                  |
| Ret      | 25       | Frank Rollason     | Singer            | 6          | motor                  |
| Ret      | 39       | Bramwell Heywood   | Singer            | 5          | nehoda                 |
| Ret      | 26       | L G Hornsted       | Calthorpe         | 5          | převodovka             |
| Ret      | 9        | René Champoiseau   | Th. Schneider     | 4          |                        |
| Ret      | 8        | Léon Molon         | Vinot-Deguignand  | 3          | ztráta oleje           |
| Ret      | 54       | W. Watson          | Vauxhall          | 2          | motor                  |
| Ret      | 10       | Léon Collinet      | Gregoire          | 2          | nehoda                 |
| Ret      | 41       | Fernand Gabriel    | Côte              | 1          | kardan                 |
| Ret      | 57       | Stefan Heim        | Lorraine-Dietrich | 1          | motor                  |
| Ret      | 11       | Victor Hémery      | Lorraine-Dietrich | 1          | motor                  |
| Ret      | 49       | Albert Guyot       | Rolland-Pilain    | 1          | motor                  |
| DQ       | 37       | David Bruce-Brown  | Fiat S74          | 15         | tankování mimo pitstop |
| DQ       | 42       | Ralph De Palma     | Fiat S74          | 7          | oprava mimo pitstop    |
| DQ       | 13       | Jules Goux         | Peugeot L76       | 3          | tankování mimo pitstop |
| DQ       | 43       | Fred Burgess       | Calthorpe         | 1          | příliš pomalý          |

Přihlášené vozy se startovními čísly
- 1	Hispano-Suiza
- 2	Koechlin
- 5	Hispano-Suiza
- 6	Darracq
- 15	Sigma
- 35	Hispano-Suiza
- 44	Darracq
- 46	Ford
- 48	Darracq
- 53	Darracq
- 58	Hispano-Suiza

byly vyhodnoceny jako nepřipravené pro závod, neprošly technickou přejímkou a závodu se neúčastnily.